# Ercilla (Chile)

Ercilla é uma comuna do Chile, localizada na Província de Malleco, IX Região de Araucanía.
A comuna limita-se: a oeste com Angol e Los Sauces; a nordeste com Collipulli; a sul com Traiguén e Victoria.